# フェスタリアホールディングス
フェスタリアホールディングス株式会社（英: FESTARIA HOLDINGS CO., LTD.）は、宝飾品の製造および小売りチェーンを行う日本の企業である。全国の百貨店やSCに展開している。主力事業は子会社である株式会社サダマツ（英: SADAMATSU Company Limited.）が担っている。東京証券取引所スタンダード市場に上場している。

## 沿革
- 大正  9年 4月 長崎県東彼杵郡大村町（現大村市八幡町）にて貞松時計店創業
- 昭和 39年 3月 有限会社貞松時計店を資本金157万円で設立
- 昭和 49年 7月 有限会社貞松時計店を株式会社貞松時計店に組織変更（資本金500万円）
- 昭和 60年 6月 株式会社貞松時計店から株式会社サダマツに商号変更
- 平成 元年  3月 広告宣伝業を目的とした株式会社ジュエリーアイ設立 （有限会社に組織変更の後、平成12年8月株式会社サダマツと合併）
- 平成 13年 4月 福岡県福岡市に本社機能（管理本部）を移転
- 平成 14年 6月 日本証券業協会に株式を店頭登録
- 平成 17年 5月 株式会社ヴィエールの株式取得による子会社化
- 平成 17年 9月 中華民国・台北市に子会社であるヴィエールインターナショナル有限会社を設立
- 平成 18年 1月 子会社 株式会社ヴィエールを吸収合併
- 平成 18年 5月 ベトナムに海外生産拠点である D&QJEWELLRY CO.,LTD を設立
- 平成 18年10月 埼玉県戸田市に、宝飾品の輸入および国内販売を行う子会社、 「株式会社SPAパートナーズ」を設立 (平成23年6月清算)
- 平成 19年 3月 旧福岡本社、旧東京支社を「東京本社」に移転統合完了
- 平成 23年 1月 中華民国・台北市に宝飾品販売を目的とした子会社として台湾貞松株式会社を設立
- 平成 23年 7月 当社の物流機能を担う「埼玉サービスセンター」を「東京本社」に移転統合完了
- 平成 28年11月 眼鏡事業を株式会社ヨネザワに譲渡
- 平成 29年 3月 東京・銀座中央通りに「フェスタリア ビジュソフィア ギンザ」を出店
- 平成 30年 3月 持株会社体制に移行。宝飾品事業をサダマツ分割準備株式会社に吸収分割し、株式会社サダマツをフェスタリアホールディングス株式会社へ、サダマツ分割準備株式会社を株式会社サダマツへ商号変更。
- 令和  4年 2月 本社を東京都品川区に移転

## ブランド
- festaria bijou SOPHIA（フェスタリア ビジュソフィア）
- Douxmiere bijou SOPHIA（ドゥミエール ビジュソフィア）
- vielle bijou SOPHIA（ヴィエール ビジュソフィア）
- veretta 8va（ヴィレッタ オッターヴァ）

## 製品
- Wish upon a star（ウィッシュ アポン ア スター）
- Étoile de champagne（エトワール ド シャンパーニュ）
- Diamante（ディアマンテ）
- changeable（チェンジャブル）
- twinkle（トゥインクル）
- á la mode（ア ラ モード）
- sunset waltz（サンセット ワルツ）
- ballerina（バレリーナ）
- brillia（ブリリア）

## 店舗数
国内 88／海外 7 合計 95店舗 ※期間限定店を除く
- 北海道・東北　5店舗
- 東京　　　　19店舗
- 関東　　　　11店舗
- 中部・北陸 　6店舗
- 近畿　　　　11店舗
- 中国・四国　 2店舗
- 九州・沖縄　27店舗
- 海外　　　 　7店舗